# Pachyanthidium
Pachyanthidium är ett släkte av bin. Pachyanthidium ingår i familjen buksamlarbin.
Kladogram enligt Catalogue of Life:
| Pachyanthidium | \| \| Pachyanthidium africanum \| \| \| \| \| \| Pachyanthidium arnoldi \| \| \| \| \| \| Pachyanthidium ausense \| \| \| \| \| \| Pachyanthidium benguelense \| \| \| \| \| \| Pachyanthidium bicolor \| \| \| \| \| \| Pachyanthidium bouyssoui \| \| \| \| \| \| Pachyanthidium cordatum \| \| \| \| \| \| Pachyanthidium denticulatum \| \| \| \| \| \| Pachyanthidium himalayense \| \| \| \| \| \| Pachyanthidium katangense \| \| \| \| \| \| Pachyanthidium lachrymosum \| \| \| \| \| \| Pachyanthidium micheneri \| \| \| \| \| \| Pachyanthidium minutulum \| \| \| \| \| \| Pachyanthidium nigrum \| \| \| \| \| \| Pachyanthidium obscurum \| \| \| \| \| \| Pachyanthidium paulinieri \| \| \| \| \| \| Pachyanthidium rufescens \| \| \| \| \| \| Pachyanthidium semiluteum \| \| \| \| |
|                | \| \| Pachyanthidium africanum \| \| \| \| \| \| Pachyanthidium arnoldi \| \| \| \| \| \| Pachyanthidium ausense \| \| \| \| \| \| Pachyanthidium benguelense \| \| \| \| \| \| Pachyanthidium bicolor \| \| \| \| \| \| Pachyanthidium bouyssoui \| \| \| \| \| \| Pachyanthidium cordatum \| \| \| \| \| \| Pachyanthidium denticulatum \| \| \| \| \| \| Pachyanthidium himalayense \| \| \| \| \| \| Pachyanthidium katangense \| \| \| \| \| \| Pachyanthidium lachrymosum \| \| \| \| \| \| Pachyanthidium micheneri \| \| \| \| \| \| Pachyanthidium minutulum \| \| \| \| \| \| Pachyanthidium nigrum \| \| \| \| \| \| Pachyanthidium obscurum \| \| \| \| \| \| Pachyanthidium paulinieri \| \| \| \| \| \| Pachyanthidium rufescens \| \| \| \| \| \| Pachyanthidium semiluteum \| \| \| \| |
|                | Pachyanthidium africanum |
|                | |
|                | Pachyanthidium arnoldi |
|                | |
|                | Pachyanthidium ausense |
|                | |
|                | Pachyanthidium benguelense |
|                | |
|                | Pachyanthidium bicolor |
|                | |
|                | Pachyanthidium bouyssoui |
|                | |
|                | Pachyanthidium cordatum |
|                | |
|                | Pachyanthidium denticulatum |
|                | |
|                | Pachyanthidium himalayense |
|                | |
|                | Pachyanthidium katangense |
|                | |
|                | Pachyanthidium lachrymosum |
|                | |
|                | Pachyanthidium micheneri |
|                | |
|                | Pachyanthidium minutulum |
|                | |
|                | Pachyanthidium nigrum |
|                | |
|                | Pachyanthidium obscurum |
|                | |
|                | Pachyanthidium paulinieri |
|                | |
|                | Pachyanthidium rufescens |
|                | |
|                | Pachyanthidium semiluteum |
|                | |